# یوسف بن یهودا
یوسف بن یهودا یا یوسف بن یهودا بن اسحاق بن عقنین، فیلسوف، شاعر، نویسنده و مفسر یهودی میشنا و تورات بود.

## زندگانی
ابن سمعون، ابوالحجاج یوسف بن یهودا بن اسحاق بن عقنین، در سال ۱۱۶۰ میلادی متولد شد. محل ولادتش را سبته گزارش کرده‌اند. وی را به جهت انتساب و اعتبار جدش، ابن شمعون خواندند که بعدها در عربی به ابن سمعون مبدل شد. او پس از آموزش‌های مقدماتی در شهر خود، به فاس مهاجرت کرد و در آنجا آموزش پزشکی دید. در زمانی که یهودیان و مسیحیان مغرب بین جلای وطن و پذیرش اسلام مجبور بودند یکی را انتخاب کنند، وی ظاهراً اسلام را پذیرفت. وی پس از آن به مصر رفته و نزد استادی یهودی به تعلیم پزشکی پرداخت. او پس مرگ استادش به حلب مهاجرت کرد و با دختر ابوالعلاء ازدواج کرد. وی پس از حلب، به عراق و هندوستان رفت و مجدد به حلب بازگشت و در آنجا ماندگار شد. 

## آثار
آثار وی به زبان عربی عبارتند از:
- رسالة فی ترتیب الاغذیة اللطیفة و کیفیة تناولها
- شرح الفصول بقراط
- رسالة الابانة فی اصول الدیانة
- مقالة فی معرفة کمیات المقادیر المذکورة فی المشنا و التلمود
- طب النفوس السلیمة و معالجة النفوس الالیمة
- انکشاف الاسرار و ظهور الانوار

آثار عبری وی عبارتند از:
- کتاب احکام قضا
- مدخلی بر تلمود
- پندنامه